# Historical Materialism
Historical Materialism é uma revista acadêmica interdisciplinar publicada pela Editora Brill que explora e desenvolve o potencial crítico e explicativo da teoria marxista. Desde sua fundação em 1997, a revista defende que o marxismo oferece o melhor arcabouço conceitual para compreender os fenômenos sociais e suas possibilidades de mudança. A revista começou como um projeto na Escola de Economia e Ciência Política de Londres de 1995 a 1998. Atualmente, está afiliada à SOAS da Universidade de Londres. A revista também tem uma série de livros que publica obras de autores como Antonio Gramsci, Otto Bauer e Massimiliano Tomba.

## Série de livros
Em 2002, a Editora Brill lançou a Série de Livros Historical Materialism, que reúne mais de duzentas obras até 2020, entre monografias inéditas, traduções e republicações de textos clássicos da teoria marxista. A Haymarket Books publica as edições em formato de brochura dos livros da série.
| Número | Ano  | Autor                                                                     | Título |
| ------ | ---- | ------------------------------------------------------------------------- | --- |
| 1      | 2002 | Arthur, Christopher J.                                                    | The New Dialectic and Marx's Capital. ISBN 978-90-04-12798-2 |
| 2      | 2002 | Löwy, Michael                                                             | The Theory of Revolution in the Young Marx. Traduzido por Brian Pearce. ISBN 978-90-04-12901-6 |
| 3      | 2004 | Callinicos, Alex                                                          | Making History: Agency, Structure, and Change in Social Theory. ISBN 978-90-04-13627-4 |
| 4      | 2004 | Maksakovsky, Pavel, V.                                                    | The Capitalist Cycle: An Essay on the Marxist Theory of the Cycle. Traduzido com introdução e comentários por Richard B. Day. ISBN 978-90-04-13824-7                                                           |
| 5      | 2004 | Broué, Pierre                                                             | The German Revolution, 1917-1923. Traduzido por John Archer e editado por Ian Birchall e Brian Pearce. Com introdução de Eric D. Weitz. ISBN 978-90-04-13940-4                                                 |
| 6      | 2004 | Miéville, China                                                           | Between Equal Rights: A Marxist Theory of International Law. ISBN 978-90-04-13134-7 |
| 7      | 2005 | Beaumont, Matthew                                                         | Utopia Ltd.: Ideologies of Social Dreaming in England 1870-1900. ISBN 978-90-04-14296-1 |
| 8      | 2005 | Kiely, Ray                                                                | The Clash of Globalisations: Neo-Liberalism, the Third Way and Anti-globalisation. ISBN 978-90-04-14318-0 |
| 9      | 2005 | Lih, Lars T.                                                              | Lenin Rediscovered: What Is to Be Done? in Context. ISBN 978-90-04-13120-0 |
| 10     | 2006 | Smith, Tony                                                               | Globalisation: A Systematic Marxian Account. ISBN 978-90-04-14727-0 |
| 11     | 2006 | Burkett, Paul                                                             | Marxism and Ecological Economics: Toward a Red and Green Political Economy. ISBN 978-90-04-14810-9 |
| 12     | 2006 | Lecercle, Jean-Jacques                                                    | A Marxist Philosophy of Language. Traduzido por Gregory Elliott. ISBN 978-90-04-14751-5 |
| 13     | 2006 | Elliott, Gregory                                                          | Althusser: The Detour of Theory. ISBN 978-90-04-15337-0 |
| 14     | 2006 | Bidet, Jacques                                                            | Exploring Marx's Capital: Philosophical, Economic and Political Dimensions. Traduzido por David Fernbach. Preface com adição inglesa de Alex Callinicos. ISBN 978-90-04-14937-3                                |
| 15     | 2007 | Gerstenberger, Heide                                                      | Impersonal Power: History and Theory of the Bourgeois State. Traduzido por David Fernbach. ISBN 978-90-04-13027-2                                                                                              |
| 16     | 2007 | Bidet, Jacques and Kouvelakis, Stathis, eds.                              | Critical Companion to Contemporary Marxism. ISBN 978-90-04-14598-6 |
| 17     | 2007 | van der Linden, Marcel                                                    | Western Marxism and the Soviet Union: A Survey of Critical Theories and Debates Since 1917. Traduzido por Jurriaan Bendien. ISBN 978-90-04-15875-7                                                             |
| 18     | 2007 | Boer, Roland                                                              | Criticism of Heaven: On Marxism and Theology. ISBN 978-90-04-16111-5 |
| 19     | 2008 | Blackledge, Paul and Davidson, Neil, eds.                                 | Alasdair MacIntyre's Engagement with Marxism: Selected Writings 1953-1974. ISBN 978-90-04-16621-9 |
| 20     | 2009 | Lebowitz, Michael A.                                                      | Following Marx: Method, Critique and Crisis. ISBN 978-90-04-14942-7 |
| 21     | 2009 | Day, Richard B. and Gaido, Daniel, eds. and trans.                        | Witnesses to Permanent Revolution: The Documentary Record. ISBN 978-90-04-16770-4 |
| 22     | 2009 | Boer, Roland                                                              | Criticism of Religion: On Marxism and Theology, II. ISBN 978-90-04-17646-1 |
| 23     | 2009 | Lahtinen, Mikko                                                           | Politics and Philosophy: Niccolò Machiavelli and Louis Althusser's Aleatory Materialism. Traduzido por Gareth Griffiths and Kristina Köhli. ISBN 978-90-04-17650-8                                             |
| 24     | 2009 | Thomas, Peter D.                                                          | The Gramscian Moment: Philosophy, Hegemony and Marxism. ISBN 978-90-04-16771-1 |
| 25     | 2010 | Banaji, Jairus                                                            | Theory as History: Essays on Modes of Production and Exploitation. ISBN 978-90-04-18368-1 |
| 26     | 2010 | Carchedi, Guglielmo                                                       | Behind the Crisis: Marx's Dialectics of Value and Knowledge. ISBN 978-90-04-18994-2 |
| 27     | 2010 | Boer, Roland                                                              | Criticism of Theology: On Marxism and Theology III. ISBN 978-90-04-18974-4 |
| 28     | 2011 | Post, Charles                                                             | The American Road to Capitalism: Studies in Class-Structure, Economic Development and Political Conflict, 1620–1877. ISBN 978-90-04-20104-0                                                                    |
| 29     | 2011 | Webber, Jeffery R.                                                        | Red October: Left-Indigenous Struggles in Modern Bolivia. ISBN 978-90-04-20155-2 |
| 30     | 2011 | McNally, David                                                            | Monsters of the Market: Zombies, Vampires and Global Capitalism. ISBN 978-90-04-20157-6 |
| 31     | 2011 | Levi, Paul                                                                | In the Steps of Rosa Luxemburg: Selected Writings of Paul Levi. Edited and introduced by David Fernbach. ISBN 978-90-04-19607-0                                                                                |
| 32     | 2012 | Lapavitsas, Costas, ed.                                                   | Financialisation in Crisis. ISBN 978-90-04-20107-1 |
| 33     | 2011 | Day, Richard B. and Gaido, Daniel, eds.                                   | Discovering Imperialism: Social Democracy to World War I. Traduzido, editado e apresentado por Richard B. Day and Daniel Gaido. ISBN 978-90-04-20156-9                                                         |
| 34     | 2011 | Riddell, John, ed. and trans.                                             | Toward the United Front: Proceedings of the Fourth Congress of the Communist International, 1922. ISBN 978-90-04-20778-3                                                                                       |
| 35     | 2012 | Boer, Roland                                                              | Criticism of Earth: On Marx, Engels and Theology, IV. ISBN 978-90-04-22557-2 |
| 36     | 2012 | Hudis, Peter                                                              | Marx's Concept of the Alternative to Capitalism. ISBN 978-90-04-22197-0 |
| 37     | 2012 | Marot, John Eric                                                          | The October Revolution in Prospect and Retrospect: Interventions in Russian and Soviet History. ISBN 978-90-04-22865-8                                                                                         |
| 38     | 2012 | Coutinho, Carlos Nelson                                                   | Gramsci's Political Thought. ISBN 978-90-04-22866-5 |
| 39     | 2012 | Brown, Heather A.                                                         | Marx on Gender and the Family: A Critical Study. ISBN 978-90-04-21428-6 |
| 40     | 2012 | Wood, Ellen Meiksins                                                      | The Ellen Meiksins Wood Reader. Editado por Larry Patriquin. ISBN 978-90-04-23008-8 |
| 41     | 2012 | Basso, Luca                                                               | Marx and Singularity: From the Early Writings to the Grundrisse. Translated from the Italian by Arianna Bove. ISBN 978-90-04-23386-7                                                                           |
| 42     | 2013 | Lukács, György                                                            | The Culture of People's Democracy: Hungarian Essays on Literature, Art, and Democratic Transition, 1945-1948. Editado e traduzido por Tyrus Miller. ISBN 978-90-04-21727-0                                     |
| 43     | 2012 | Antunes, Ricardo                                                          | The Meanings of Work: Essay on the Affirmation and Negation of Work. ISBN 978-90-04-23459-8 |
| 44     | 2012 | Tomba, Massimiliano                                                       | Marx's Temporalities. Translated from the Italian by Peter D. Thomas and Sara R. Farris. ISBN 978-90-04-23678-3                                                                                                |
| 45     | 2013 | Vogel, Lise                                                               | Marxism and the Oppression of Women: Toward a Unitary Theory. Nova apresentação por Susan Ferguson and David McNally. ISBN 978-90-04-22826-9                                                                   |
| 46     | 2013 | Barker, Colin, Cox, Laurence, Krinsky, John and Nilsen, Alf Gunvald, eds. | Marxism and Social Movements. ISBN 978-90-04-21175-9 |
| 47     | 2014 | Day, Richard B. and Gorinov, Mikhail M., eds.                             | The Preobrazhensky Papers: Archival Documents and Materials. Volume I: 1886-1920. Traduzido por Richard B. Day. ISBN 978-90-04-24521-1                                                                         |
| 48     | 2013 | Bellofiore, Riccardo, Starosta, Guido and Thomas, Peter D., eds.          | In Marx's Laboratory: Critical Interpretations of the Grundrisse. ISBN 978-90-04-23676-9 |
| 49     | 2013 | Žmolek, Michael Andrew                                                    | Rethinking the Industrial Revolution: Five Centuries of Transition from Agrarian to Industrial Capitalism in England. ISBN 978-90-04-21987-8                                                                   |
| 50     | 2013 | Bloom, Jack M.                                                            | Seeing Through the Eyes of the Polish Revolution: Solidarity and the Struggle Against Communism in Poland. ISBN 978-90-04-23180-1                                                                              |
| 51     | 2013 | Matthews, Wade                                                            | The New Left, National Identity, and the Break-up of Britain. ISBN 978-90-04-22396-7 |
| 52     | 2013 | Boer, Roland                                                              | In the Vale of Tears: On Marxism and Theology, V. ISBN 978-90-04-25232-5 |
| 53     | 2013 | Palmer, Bryan D.                                                          | Revolutionary Teamsters: The Minneapolis Truckers’ Strikes of 1934. ISBN 978-90-04-25420-6 |
| 54     | 2013 | Rehmann, Jan                                                              | Theories of Ideology: The Powers of Alienation and Subjection. ISBN 978-90-04-25230-1 |
| 55     | 2014 | Linera, Álvaro García                                                     | Plebeian Power: Collective Action and Indigenous, Working-Class and Popular Identities in Bolivia. ISBN 978-90-04-25443-5                                                                                      |
| 56     | 2013 | van der Linden, Marcel and Roth, Karl Heinz, eds.                         | Beyond Marx: Theorising the Global Labour Relations of the Twenty-First Century. Em colaboração com Max Henninger. ISBN 978-90-04-23134-4                                                                      |
| 57     | 2013 | Aricó, José                                                               | Marx and Latin America. Traduzido do espanhol por David Broder. ISBN 978-90-04-21729-4 |
| 58     | 2013 | Pagès i Blanch, Pelai                                                     | War and Revolution in Catalonia, 1936-1939. Traduzido por Patrick L. Gallagher. ISBN 978-90-04-25426-8 |
| 59     | 2013 | Carlucci, Alessandro                                                      | Gramsci and Languages: Unification, Diversity, Hegemony. ISBN 978-90-04-23111-5 |
| 60     | 2013 | Levant, Alex and Oittinen, Vesa, eds.                                     | Dialectics of the Ideal: Evald Ilyenkov and Creative Soviet Marxism. ISBN 978-90-04-23097-2 |
| 61     | 2013 | Tombazos, Stavros                                                         | Time in Marx: The Categories of Time in Marx’s Capital. ISBN 978-90-04-21726-3 |
| 62     | 2013 | Rosengarten, Frank                                                        | The Revolutionary Marxism of Antonio Gramsci. ISBN 978-90-04-26574-5 |
| 63     | 2014 | ten Brink, Tobias                                                         | Global Political Economy and the Modern State System. ISBN 978-90-04-26221-8 |
| 64     | 2014 | Moseley, Fred and Smith, Tony, eds.                                       | Marx's Capital and Hegel's Logic: A Reexamination. ISBN 978-90-04-20952-7 |
| 65     | 2014 | Henning, Christoph                                                        | Philosophy after Marx: 100 Years of Misreadings and the Normative Turn in Political Philosophy. Traduzido por Max Henninger. ISBN 978-90-04-22427-8                                                            |
| 66     | 2014 | Pittaway, Mark                                                            | From the Vanguard to the Margins: Workers in Hungary, 1939 to the Present: Selected Essays by Mark Pittaway. Editado por Adam Fabry. ISBN 978-90-04-22892-4                                                    |
| 67     | 2014 | Twiss, Thomas M.                                                          | Trotsky and the Problem of Soviet Bureaucracy. ISBN 978-90-04-26952-1 |
| 68     | 2014 | Kaiwar, Vasant                                                            | The Postcolonial Orient: The Politics of Difference and the Project of Provincialising Europe. ISBN 978-90-04-23186-3                                                                                          |
| 69     | 2014 | Morfino, Vittorio                                                         | Plural Temporality: Transindividuality and the Aleatory Between Spinoza and Althusser. ISBN 978-90-04-27054-1                                                                                                  |
| 70     | 2014 | Sennett, Alan                                                             | Revolutionary Marxism in Spain, 1930-1937. ISBN 978-90-04-22107-9 |
| 71     | 2014 | Hastings-King, Stephen                                                    | Looking for the Proletariat: Socialisme ou Barbarie and the Problem of Worker Writing. ISBN 978-90-04-23536-6                                                                                                  |
| 72     | 2014 | Shandro, Alan                                                             | Lenin and the Logic of Hegemony: Political Practice and Theory in the Class Struggle. ISBN 978-90-04-27105-0                                                                                                   |
| 73     | 2014 | Abel, Mark                                                                | Groove: An Aesthetic of Measured Time. ISBN 978-90-04-24293-7 |
| 74     | 2014 | Dimmock, Spencer                                                          | The Origin of Capitalism in England, 1400–1600. ISBN 978-90-04-27109-8 |
| 75     | 2014 | Fowkes, Ben, ed.                                                          | The German Left and the Weimar Republic: A Selection of Documents. Translated and introduced by Ben Fowkes. ISBN 978-90-04-21029-5                                                                             |
| 76     | 2014 | Sacristán, Manuel                                                         | The Marxism of Manuel Sacristán: From Communism to the New Social Movements. Traduzido e editado por Renzo Llorente. ISBN 978-90-04-22355-4                                                                    |
| 77     | 2014 | Hoffrogge, Ralf                                                           | Working-Class Politics in the German Revolution: Richard Müller, the Revolutionary Shop Stewards and the Origins of the Council Movement. ISBN 978-90-04-21921-2                                               |
| 78     | 2014 | Rehmann, Jan                                                              | Max Weber: Modernisation as Passive Revolution: A Gramscian Analysis. ISBN 978-90-04-27179-1 |
| 79     | 2014 | Spronk, Susan J. and Webber, Jeffery R., eds.                             | Crisis and Contradiction: Marxist Perspectives on Latin America in the Global Political Economy. ISBN 978-90-04-22617-3                                                                                        |
| 80     | 2014 | Roth, Gary                                                                | Marxism in a Lost Century: A Biography of Paul Mattick. ISBN 978-90-04-22779-8 |
| 81     | 2014 | Benton, Gregor, eds.                                                      | Prophets Unarmed: Chinese Trotskyists in Revolution, War, Jail, and the Return from Limbo. ISBN 978-90-04-26976-7                                                                                              |
| 82     | 2014 | Zumoff, Jacob A.                                                          | The Communist International and US Communism, 1919-1929. ISBN 978-90-04-21960-1 |
| 83     | 2015 | Le Blanc, Paul e Davenport, Tim, eds.                                     | The 'American Exceptionalism' of Jay Lovestone and His Comrades, 1929–1940: Dissident Marxism in the United States: Volume 1. ISBN 978-90-04-22443-8                                                           |
| 84     | 2015 | Mullin, Richard                                                           | The Russian Social-Democratic Labour Party, 1899‒1904: Documents of the 'Economist' Opposition to Iskra and Early Menshevism. ISBN 978-90-04-21878-9                                                           |
| 85     | 2016 | Korsch, Karl                                                              | Karl Marx. With an introduction by Michael Buckmiller. ISBN 978-90-04-19395-6 |
| 86     | 2015 | Brandist, Craig                                                           | The Dimensions of Hegemony: Language, Culture and Politics in Revolutionary Russia. ISBN 978-90-04-23185-6 |
| 87     | 2015 | Gandler, Stefan                                                           | Critical Marxism in Mexico: Adolfo Sánchez Vázquez and Bolívar Echeverría. ISBN 978-90-04-22428-5 |
| 88     | 2014 | Fernández Buey, Francisco                                                 | Reading Gramsci. Traduzido por Nicholas Gray. ISBN 978-90-04-22356-1 |
| 89     | 2015 | Anievas, Alexander, ed.                                                   | Cataclysm 1914: The First World War and the Making of Modern World Politics. ISBN 978-90-04-26267-6 |
| 90     | 2015 | Allen, Barbara C.                                                         | Alexander Shlyapnikov, 1885–1937: Life of an Old Bolshevik. ISBN 978-90-04-24853-3 |
| 91     | 2015 | Riddell, John, ed. and trans.                                             | To the Masses: Proceedings of the Third Congress of the Communist International, 1921. ISBN 978-90-04-28802-7                                                                                                  |
| 92     | 2015 | Drucker, Peter                                                            | Warped: Gay Normality and Queer Anti-Capitalism. ISBN 978-90-04-22391-2 |
| 93     | 2015 | Heynen, Robert                                                            | Degeneration and Revolution: Radical Cultural Politics and the Body in Weimar Germany. ISBN 978-90-04-27626-0                                                                                                  |
| 94     | 2015 | Beech, Dave                                                               | Art and Value: Art’s Economic Exceptionalism in Classical, Neoclassical and Marxist Economics. ISBN 978-90-04-28814-0                                                                                          |
| 95     | 2015 | Bergin, Cathy                                                             | 'Bitter with the Past but Sweet with the Dream': Communism in the African American Imaginary: Representations of the Communist Party, 1940-1952. ISBN 978-90-04-26372-7                                        |
| 96     | 2015 | Martineau, Jonathan                                                       | Time, Capitalism and Alienation: A Socio-Historical Inquiry into the Making of Modern Time. ISBN 978-90-04-24973-8                                                                                             |
| 97     | 2015 | Graca, Laura da, ed.                                                      | Studies on Pre-Capitalist Modes of Production. ISBN 978-90-04-26369-7 |
| 98     | 2015 | Palmer, Bryan D.                                                          | Marxism and Historical Practice (Vol. I): Interpretive Essays on Class Formation and Class Struggle. Volume I. ISBN 978-90-04-24385-9                                                                          |
| 99     | 2015 | Palmer, Bryan D.                                                          | Marxism and Historical Practice (Vol. II): Interventions and Appreciations. Volume II. ISBN 978-90-04-29722-7                                                                                                  |
| 100    | 2015 | Marx, Karl                                                                | Marx's Economic Manuscript of 1864-1865. Traduzido por Ben Fowkes. Editado com apresentação de Fred Moseley. ISBN 978-90-04-22350-9                                                                            |
| 101    | 2015 | Brandon, Pepijn                                                           | War, Capital, and the Dutch State (1588-1795). ISBN 978-90-04-22814-6 |
| 102    | 2015 | Liguori, Guido                                                            | Gramsci's Pathways. ISBN 978-90-04-24519-8 |
| 103    | 2015 | Del Roio, Marcos                                                          | The Prisms of Gramsci: The Political Formula of the United Front. ISBN 978-90-04-22582-4 |
| 104    | 2015 | Moseley, Fred                                                             | Money and Totality: A Macro-Monetary Interpretation of Marx's Logic in Capital and the End of the 'Transformation Problem'. ISBN 978-90-04-21655-6                                                             |
| 105    | 2015 | Basso, Luca                                                               | Marx and the Common: From Capital to the Late Writings. ISBN 978-90-04-29688-6 |
| 106    | 2015 | Read, Jason                                                               | The Politics of Transindividuality. ISBN 978-90-04-21724-9 |
| 107    | 2015 | Gallas, Alexander                                                         | The Thatcherite Offensive: A Neo-Poulantzasian Analysis. ISBN 978-90-04-23161-0 |
| 108    | 2015 | Maidansky, Andrey and Oittinen, Vesa, eds.                                | The Practical Essence of Man: The 'Activity Approach' in Late Soviet Philosophy. ISBN 978-90-04-27313-9 |
| 109    | 2015 | Blum, Mark E. and Smaldone, William, eds.                                 | Austro-Marxism: The Ideology of Unity: Austro-Marxist Theory and Strategy. Volume 1. ISBN 978-90-04-21756-0 |
| 110    | 2015 | Boer, Dick                                                                | Deliverance from Slavery: Attempting a Biblical Theology in the Service of Liberation. ISBN 978-90-04-27302-3                                                                                                  |
| 111    | 2015 | Bogdanov, Alexander                                                       | The Philosophy of Living Experience: Popular Outlines. Traduzido, editado e apresentado por David G. Rowley. ISBN 978-90-04-23190-0                                                                            |
| 112    | 2015 | Starosta, Guido                                                           | Marx’s Capital, Method and Revolutionary Subjectivity. ISBN 978-90-04-30647-9 |
| 113    | 2015 | Gronow, Jukka                                                             | On the Formation of Marxism: Karl Kautsky’s Theory of Capitalism, the Marxism of the Second International and Karl Marx’s Critique of Political Economy. ISBN 978-90-04-30664-6                                |
| 114    | 2015 | Corney, Frederick C., ed.                                                 | Trotsky’s Challenge: The ‘Literary Discussion’ of 1924 and the Fight for the Bolshevik Revolution. Traduzido, anotado e apresentado por Frederick C. Corney. ISBN 978-90-04-21725-6                            |
| 115    | 2016 | Foster, John Bellamy and Burkett, Paul                                    | Marx and the Earth: An Anti-Critique. ISBN 978-90-04-22924-2 |
| 116    | 2015 | Finelli, Roberto                                                          | A Failed Parricide: Hegel and the Young Marx. Traduzido por Peter D. Thomas e Nicola Iannelli Popham. ISBN 978-90-04-26978-1                                                                                   |
| 117    | 2016 | Suvin, Darko                                                              | Splendour, Misery, and Possibilities: An X-Ray of Socialist Yugoslavia. Com Prefácio de Fredric Jameson. ISBN 978-90-04-30694-3                                                                                |
| 118    | 2016 | Kôzô Uno                                                                  | The Types of Economic Policies under Capitalism. Traduzido por Thomas T. Sekine e editado por John R. Bell. ISBN 978-90-04-23555-7                                                                             |
| 119    | 2016 | Favilli, Paolo                                                            | The History of Italian Marxism: From its Origins to the Great War. ISBN 978-90-04-29695-4 |
| 120    | 2016 | Tosstorff, Reiner                                                         | The Red International of Labour Unions (RILU) 1920 - 1937. Traduzido por Ben Fowkes. ISBN 978-90-04-23664-6 |
| 121    | 2016 | Czerwińska-Schupp, Ewa                                                    | Otto Bauer (1881-1938): Thinker and Politician. ISBN 978-90-04-31573-0 |
| 122    | 2016 | Goldner, Loren                                                            | Revolution, Defeat and Theoretical Underdevelopment: Russia, Turkey, Spain, Bolivia. ISBN 978-90-04-29852-1 |
| 123    | 2016 | Ives, Martyn                                                              | Reform, Revolution and Direct Action amongst British Miners: The Struggle for the Charter in 1919. ISBN 978-90-04-29701-2                                                                                      |
| 124    | 2016 | Hamza, Agon, ed.                                                          | Althusser and Theology: Religion, Politics and Philosophy. ISBN 978-90-04-29154-6 |
| 125    | 2016 | Bourrinet, Philippe                                                       | The Dutch and German Communist Left (1900–68): ‘Neither Lenin nor Trotsky nor Stalin!’ - ‘All Workers Must Think for Themselves!’. ISBN 978-90-04-26977-4                                                      |
| 126    | 2016 | Murray, Patrick                                                           | The Mismeasure of Wealth: Essays on Marx and Social Form. ISBN 978-90-04-23101-6 |
| 127    | 2016 | La Botz, Dan                                                              | What Went Wrong? The Nicaraguan Revolution: A Marxist Analysis. ISBN 978-90-04-29130-0 |
| 128    | 2016 | Rifkin, Adrian                                                            | Communards and Other Cultural Histories: Essays by Adrian Rifkin. Editado por Steve Edwards. ISBN 978-90-04-23188-7                                                                                            |
| 129    | 2016 | Davidson, Alastair                                                        | Antonio Gramsci: Towards an Intellectual Biography. ISBN 978-90-04-32629-3 |
| 130    | 2016 | Cospito, Giuseppe                                                         | The Rhythm of Thought in Gramsci: A Diachronic Interpretation of Prison Notebooks. Traduzido por Arianna Ponzini. ISBN 978-90-04-26632-2                                                                       |
| 131    | 2016 | Chesnais, François                                                        | Finance Capital Today: Corporations and Banks in the Lasting Global Slump. ISBN 978-90-04-25547-0 |
| 132    | 2016 | Hartley, Daniel                                                           | The Politics of Style: Towards a Marxist Poetics. ISBN 978-90-04-28761-7 |
| 133    | 2016 | Azzellini, Dario                                                          | Communes and Workers' Control in Venezuela: Building 21st Century Socialism from Below. ISBN 978-90-04-30011-8                                                                                                 |
| 134    | 2016 | Lapavitsas, Costas                                                        | Marxist Monetary Theory: Collected Papers. ISBN 978-90-04-27270-5 |
| 135    | 2016 | Hemingway, Andrew                                                         | Landscape between Ideology and the Aesthetic: Marxist Essays on British Art and Art Theory, 1750–1850. ISBN 978-90-04-26900-2                                                                                  |
| 136    | 2016 | Hoff, Jan                                                                 | Marx Worldwide: On the Development of the International Discourse on Marx since 1965. Traduzido por Nicholas Gray. ISBN 978-90-04-26979-8                                                                      |
| 137    | 2017 | Martins, Luiz Renato                                                      | The Conspiracy of Modern Art. Editado e apresentado por Steve Edwards. ISBN 978-90-04-28004-5 |
| 138    | 2017 | Blum, Mark E. and Smaldone, William, eds.                                 | Austro-Marxism: The Ideology of Unity. Volume II: Changing the World: The Politics of Austro-Marxism. ISBN 978-90-04-32508-1                                                                                   |
| 139    | 2017 | Craven, David                                                             | Art History as Social Praxis: The Collected Writings of David Craven. Editado por Brian Winkenweder. ISBN 978-90-04-23585-4                                                                                    |
| 140    | 2017 | Heller, Henry                                                             | The French Revolution and Historical Materialism: Selected Essays. ISBN 978-90-04-29697-8 |
| 141    | 2017 | Hoffrogge, Ralf                                                           | A Jewish Communist in Weimar Germany: The Life of Werner Scholem (1895 – 1940). ISBN 978-90-04-30952-4 |
| 142    | 2017 | Smith, Tony                                                               | Beyond Liberal Egalitarianism: Marx and Normative Social Theory in the Twenty-First Century. ISBN 978-90-04-35227-8                                                                                            |
| 143    | 2017 | Smith, Evan                                                               | British Communism and the Politics of Race. ISBN 978-90-04-29713-5 |
| 144    | 2017 | Day, Richard B. and Gaido, Daniel F., eds.                                | Responses to Marx's Capital: From Rudolf Hilferding to Isaak Illich Rubin. ISBN 978-90-04-35220-9 |
| 145    | 2017 | Mandel, David                                                             | The Petrograd Workers in the Russian Revolution: February 1917-June 1918. ISBN 978-90-04-29699-2 |
| 146    | 2017 | Harris, Nigel                                                             | Selected Essays: From National Liberation to Globalisation. Editado por Ahmed Shawki. ISBN 978-90-04-29132-4                                                                                                   |
| 147    | 2017 | McCarthy, George E.                                                       | Marx and Social Justice: Ethics and Natural Law in the Critique of Political Economy. ISBN 978-90-04-31195-4                                                                                                   |
| 148    | 2017 | Roth, Karl Heinz, ed.                                                     | On the Road to Global Labour History: A Festschrift for Marcel van der Linden. ISBN 978-90-04-29698-5 |
| 149    | 2017 | Hasegawa, Tsuyoshi                                                        | The February Revolution, Petrograd, 1917: The End of the Tsarist Regime and the Birth of Dual Power. ISBN 978-90-04-22560-2                                                                                    |
| 150    | 2018 | Azzellini, Dario and Kraft, Michael G., eds.                              | The Class Strikes Back: Self-Organised Workers’ Struggles in the Twenty-First Century. ISBN 978-90-04-29146-1                                                                                                  |
| 151    | 2017 | Morfino, Vittorio and Thomas, Peter D., eds.                              | The Government of Time: Theories of Plural Temporality in the Marxist Tradition. ISBN 978-90-04-29119-5 |
| 152    | 2017 | Botwinick, Howard                                                         | Persistent Inequalities: Wage Disparity under Capitalist Competition. ISBN 978-90-04-26958-3 |
| 153    | 2017 | Taylor, Elinor                                                            | The Popular Front Novel in Britain, 1934-1940. ISBN 978-90-04-31610-2 |
| 154    | 2017 | Kuruma Samezō                                                             | Marx’s Theory of the Genesis of Money: How, Why, and Through What Is a Commodity Money?. Traduzido e editado por Michael Schauerte. ISBN 978-90-04-32238-7                                                     |
| 155    | 2017 | Bunyard, Tom                                                              | Debord, Time and Spectacle: Hegelian Marxism and Situationist Theory. ISBN 978-90-04-22526-8 |
| 156    | 2017 | Le Blanc, Paul, Bryan Palmer, Thomas Bias, and Andrew Pollack, eds.       | U.S. Trotskyism 1928-1965. Part I: Emergence: Left Opposition in the United States. Dissident Marxism in the United States: Volume 2. ISBN 978-90-04-22444-5                                                   |
| 157    | 2017 | Martins, Luiz Renato                                                      | The Long Roots of Formalism in Brazil. Editado por Juan Grigera. ISBN 978-90-04-32322-3 |
| 158    | 2018 | Lifshitz, Mikhail                                                         | The Crisis of Ugliness: From Cubism to Pop-Art. Translated and with an Introduction by David Riff. ISBN 978-90-04-36654-1                                                                                      |
| 159    | 2018 | van der Linden, Marcel and Hubmann, Gerald, eds.                          | Marx’s Capital: An Unfinishable Project?. ISBN 978-90-04-34902-5 |
| 160    | 2018 | Taber, Mike, ed.                                                          | The Communist Movement at a Crossroads: Plenums of the Communist International’s Executive Committee, 1922-1923. Traduzido por John Riddell. ISBN 978-90-04-31161-9                                            |
| 161    | 2018 | Mattick, Paul                                                             | Theory as Critique: Essays on Capital. ISBN 978-90-04-36656-5 |
| 162    | 2018 | Ovetz, Robert                                                             | When Workers Shot Back: Class Conflict from 1877 to 1921. ISBN 978-90-04-33234-8 |
| 163    | 2018 | Sotiris, Panagiotis, ed.                                                  | Crisis, Movement, Strategy: The Greek Experience. ISBN 978-90-04-29134-8 |
| 164    | 2018 | Braga, Ruy                                                                | The Politics of the Precariat: From Populism to Lulista Hegemony. ISBN 978-90-04-27237-8 |
| 165    | 2018 | Chattopadhyay, Paresh                                                     | Socialism and Commodity Production: Essay in Marx Revival. ISBN 978-90-04-23164-1 |
| 166    | 2018 | Glassman, Jim                                                             | Drums of War, Drums of Development: The Formation of a Pacific Ruling Class and Industrial Transformation in East and Southeast Asia, 1945-1980. ISBN 978-90-04-31579-2                                        |
| 167    | 2018 | Milner, Andrew                                                            | Again, Dangerous Visions: Essays in Cultural Materialism. Editado por J. R. Burgmann. ISBN 978-90-04-31416-0                                                                                                   |
| 168    | 2018 | Furner, James                                                             | Marx on Capitalism: The Interaction-Recognition-Antinomy Thesis. ISBN 978-90-04-32331-5 |
| 169    | 2018 | Gimenez, Martha E.                                                        | Marx, Women, and Capitalist Social Reproduction: Marxist-Feminist Essays. ISBN 978-90-04-27893-6 |
| 170    | 2018 | Grossman, Henryk                                                          | Works, Volume 1: Essays and Letters on Economic Theory. Edited and Introduced by Rick Kuhn. ISBN 978-90-04-38474-3                                                                                             |
| 171    | 2018 | Redfern, Neil                                                             | Social-Imperialism in Britain: The Lancashire Working Class and Two World Wars. ISBN 978-90-04-32010-9 |
| 172    | 2018 | White, James D.                                                           | Red Hamlet: The Life and Ideas of Alexander Bogdanov. ISBN 978-90-04-26890-6 |
| 173    | 2018 | Sexton, John, ed.                                                         | Alliance of Adversaries: The Congress of the Toilers of the Far East. ISBN 978-90-04-28066-3 |
| 174    | 2018 | Alapuro, Risto                                                            | State and Revolution in Finland. ISBN 978-90-04-32336-0 |
| 175    | 2018 | Ducange, Jean-Numa                                                        | The French Revolution and Social Democracy: The Transmission of History and Its Political Uses in Germany and Austria, 1889–1934. ISBN 978-90-04-33138-9                                                       |
| 176    | 2018 | Vishmidt, Marina                                                          | Speculation as a Mode of Production: Forms of Value Subjectivity in Art and Capital. ISBN 978-90-04-29137-9 |
| 177    | 2018 | Smith, Murray E. G.                                                       | Invisible Leviathan: Marx's Law of Value in the Twilight of Capitalism. ISBN 978-90-04-31219-7 |
| 178    | 2018 | Traverso, Enzo                                                            | The Jewish Question: History of a Marxist Debate. ISBN 978-90-04-30133-7 |
| 179    | 2018 | Fusaro, Lorenzo                                                           | Crises and Hegemonic Transitions: From Gramsci’s Quaderni to the Contemporary World Economy. ISBN 978-90-04-29702-9                                                                                            |
| 180    | 2019 | Christie, James and Degirmencioglu, Nesrin, eds.                          | Cultures of Uneven and Combined Development: From International Relations to World Literature. ISBN 978-90-04-33728-2                                                                                          |
| 181    | 2018 | Ilyenkov, Evald                                                           | Intelligent Materialism: Essays on Hegel and Dialectics. Editado e traduzido por Evgeni V. Pavlov. ISBN 978-90-04-23247-1                                                                                      |
| 182    | 2018 | Modonesi, Massimo                                                         | The Antagonistic Principle: Marxism and Political Action. ISBN 978-90-04-32242-4 |
| 183    | 2018 | Le Blanc, Paul, Bryan D. Palmer and Thomas Bias, eds.                     | U.S. Trotskyism 1928-1965. Part II: Endurance: The Coming American Revolution. Dissident Marxism in the United States: Volume 3. ISBN 978-90-04-22445-2                                                        |
| 184    | 2018 | Le Blanc, Paul and Palmer, Bryan, eds.                                    | U.S. Trotskyism 1928-1965. Part III: Resurgence: Uneven and Combined Development. Dissident Marxism in the United States: Volume 4. ISBN 978-90-04-22446-9                                                     |
| 185    | 2019 | Sekine, Thomas T.                                                         | The Dialectic of Capital (2 vols.): A Study of the Inner Logic of Capitalism. ISBN 978-90-04-38481-1 |
| 186    | 2019 | Reuten, Geert                                                             | The unity of the capitalist economy and state: A systematic-dialectical exposition of the capitalist system. ISBN 978-90-04-39279-3                                                                            |
| 187    | 2019 | Damsma, Dirk                                                              | How Language Informs Mathematics: Bridging Hegelian Dialectics and Marxian Models. ISBN 978-90-04-33730-5 |
| 188    | 2019 | Baars, Grietje                                                            | The Corporation, Law and Capitalism: A Radical Perspective on the Role of Law in the Global Political Economy. ISBN 978-90-04-29707-4                                                                          |
| 189    | 2019 | Lafrance, Xavier                                                          | The Making of Capitalism in France: Class Structures, Economic Development, the State and the Formation of the French Working Class, 1750-1914. ISBN 978-90-04-27632-1                                         |
| 190    | 2019 | Stolze, Ted                                                               | Becoming Marxist: Studies in Philosophy, Struggle, and Endurance. ISBN 978-90-04-28097-7 |
| 191    | 2019 | Jones, Peter                                                              | The Falling Rate of Profit and the Great Recession of 2007-2009: A New Approach to Applying Marx’s Value Theory and Its Implications for Socialist Strategy. ISBN 978-90-04-32533-3                            |
| 192    | 2019 | Adler, Max                                                                | The Marxist Conception of the State: A Contribution to the Differentiation of the Sociological and the Juristic Method. Editado e com prefácio de Mark E. Blum. ISBN 978-90-04-29782-1                         |
| 193    | 2019 | Spenser, Daniela                                                          | In Combat: The Life of Lombardo Toledano. ISBN 978-90-04-35759-4 |
| 194    | 2019 | Swain, Dan                                                                | None So Fit to Break the Chains: Marx's Ethics of Self-Emancipation. ISBN 978-90-04-31577-8 |
| 195    | 2019 | Peter, Lothar                                                             | Marx on Campus: A Short History of the Marburg School. ISBN 978-90-04-34941-4 |
| 196    | 2019 | Kautsky, Karl                                                             | Karl Kautsky on Democracy and Republicanism. Editado e traduzido por Ben Lewis. ISBN 978-90-04-33143-3 |
| 197    | 2019 | Bogdanov, Alexander                                                       | Empiriomonism: Essays in Philosophy, Books 1–3. Editado e traduzido por David G. Rowley. ISBN 978-90-04-30031-6                                                                                                |
| 198    | 2019 | Cortés, Martín                                                            | Translating Marx: José Aricó and the New Latin American Marxism. Traduzido por Nicolas Allen. ISBN 978-90-04-41017-6                                                                                           |
| 199    | 2019 | Vieta, Marcelo                                                            | Workers’ Self-Management in Argentina: Contesting Neo-Liberalism by Occupying Companies, Creating Cooperatives, and Recuperating Autogestión. ISBN 978-90-04-26896-8                                           |
| 200    | 2019 | Losurdo, Domenico                                                         | Nietzsche, the Aristocratic Rebel: Intellectual Biography and Critical Balance-Sheet. Com introdução de Harrison Fluss. Traduzido por Gregor Benton. ISBN 978-90-04-27094-7                                    |
| 201    | 2019 | Zeleke, Elleni Centime                                                    | Ethiopia in Theory: Revolution and Knowledge Production, 1964-2016. ISBN 978-90-04-41475-4 |
| 202    | 2019 | Moir, Cat                                                                 | Ernst Bloch’s Speculative Materialism: Ontology, Epistemology, Politics. ISBN 978-90-04-27286-6 |
| 203    | 2019 | López, Daniel Andrés                                                      | Lukács: Praxis and the Absolute. ISBN 978-90-04-41767-0 |
| 204    | 2019 | Bianchi, Alvaro                                                           | Gramsci’s Laboratory: Philosophy, History and Politics. ISBN 978-90-04-41779-3 |
| 205    | 2019 | Antonini, Francesca, Bernstein, Aaron and Jackson, Robert, eds.           | Revisiting Gramsci’s Laboratory: History, Philosophy and Politics in the Prison Notebooks. ISBN 978-90-04-33703-9                                                                                              |
| 206    | 2019 | Schwarz, Roberto                                                          | To the Victor, the Potatoes!. ISBN 978-90-04-41770-0 |
| 207    | 2019 | Mattick, Paul                                                             | Social Knowledge: An Essay on the Nature and Limits of Social Science. ISBN 978-90-04-41480-8 |
| 208    | 2019 | Frölich, Paul                                                             | Paul Frölich: In the Radical Camp: A Political Autobiography 1890-1921. Edited and with an Introduction by Reiner Tosstorff. ISBN 978-90-04-32318-6                                                            |
| 209    | 2020 | Bordiga, Amadeo                                                           | The Science and Passion of Communism: Amadeo Bordiga's Selected Writings. Editado por Pietro Basso. Traduzido por Giacomo Donis. ISBN 978-90-04-23450-5                                                        |
| 210    | 2020 | Wang Fanxi                                                                | Mao Zedong Thought. Editado, traduzido e com introdução de Gregor Benton. ISBN 978-90-04-35890-4 |
| 211    | 2020 | Sotiris, Panagiotis                                                       | A Philosophy for Communism: Rethinking Althusser. ISBN 978-90-04-29135-5 |
| 213    | 2020 | Beech, Dave                                                               | Art and Labour: On the Hostility to Handicraft, Aesthetic Labour and the Politics of Work in Art. ISBN 978-90-04-32151-9                                                                                       |
| 227    | 2021 | Lange, Elena Louisa                                                       | Value Without Fetish: Uno Kōzō’s Theory of ‘Pure Capitalism’ in Light of Marx’s Critique of Political Economy. ISBN 978-90-04-29738-8                                                                          |
| 214    | 2020 | Buckel, Sonja                                                             | Subjectivation and Cohesion: Towards the Reconstruction of a Materialist Theory of Law. ISBN 978-90-04-35953-6                                                                                                 |
| 215    | 2020 | Antonini, Francesca                                                       | Caesarism and Bonapartism in Gramsci: Hegemony and the Crisis of Modernity. ISBN 978-90-04-32167-0 |
| 216    | 2020 | Basso, Lelio                                                              | A Heterodox Marxist and His Century: Lelio Basso: Selected Writings. Editado por Chiara Giorgi. ISBN 978-90-04-32168-7                                                                                         |
| 217    | 2020 | De Castro, Juan E.                                                        | Bread and Beauty: The Cultural Politics of José Carlos Mariátegui. ISBN 978-90-04-44185-9 |
| 218    | 2020 | Grossman, Henryk                                                          | Works, Volume 2: Political Writings. Edited and Introduced by Rick Kuhn. Traduzido por Dominika Balwin, Ben Fowkes, Joseph Fraccia, Floris Kalman, Rick Kuhn, Ken Todd and Frank Wolff. ISBN 978-90-04-43213-0 |
| 219    | 2020 | Radek, Karl                                                               | Karl Radek on China: Documents from the Former Secret Soviet Archives. Editado por Alexander V. Pantsov. ISBN 978-90-04-23269-3                                                                                |
| 220    | 2020 | Bonnell, Andrew G.                                                        | Red Banners, Books and Beer Mugs: The Mental World of German Social Democrats, 1863–1914. ISBN 978-90-04-30062-0                                                                                               |
| 221    | 2020 | Badino, Massimiliano and Omodeo, Pietro Daniel, eds.                      | Cultural Hegemony in a Scientific World: Gramscian Concepts for the History of Science. ISBN 978-90-04-31460-3                                                                                                 |
| 222    | 2020 | Beilharz, Peter                                                           | Circling Marx: Essays 1980-2020. ISBN 978-90-04-32171-7 |
| 223    | 2020 | Amel, Mahdi                                                               | Arab Marxism and National Liberation: Selected Writings. Apresentado e editado por Hicham Safieddine. Traduzido por Angela Giordani. ISBN 978-90-04-44423-2                                                    |
| 224    | 2020 | Sohn-Rethel, Alfred                                                       | Intellectual and Manual Labour: A Critique of Epistemology. ISBN 978-90-04-27910-0 |
| 225    | 2020 | Varga, Eugen                                                              | Selected Works. Editado e traduzido por André Mommen. ISBN 978-90-04-22660-9 |
| 226    | 2020 | Wolff, Frank                                                              | Yiddish Revolutionaries in Migration: The Transnational History of the Jewish Labour Bund. ISBN 978-90-04-32138-0                                                                                              |
| 228    | 2021 | Blanc, Eric                                                               | Revolutionary Social Democracy: Working-Class Politics Across the Russian Empire (1882-1917). ISBN 978-90-04-44992-3                                                                                           |
| 229    | 2021 | Bojcun, Marko                                                             | The Workers’ Movement and the National Question in Ukraine: 1897-1918. ISBN 978-90-04-22370-7 |